# Стратенська долина
Стратенська долина (Stratenská  dolina) — каньйон в Словаччині; знаходиться в масиві Словацький Рай. Розташований біля села Стратена.
Неподалік розташована Добшинська крижана печера; долиною протікає річка Гнилець. Через ущелину проходить екологічна стежка.